# 恶梦
惡夢（英語：Nightmare，也可用Bad Dream），又稱噩夢，指人在睡眠时做的令人感到恐惧的梦，有时伴有胸闷气短等难受的感觉。
一般认为，睡眠环境的空气污浊、睡眠时体内疾病导致的不适等、一些人阅读恐怖小说、观看恐怖电影等后留下了强烈的印象、刑事犯罪或伤害事故的受害者与目击者因为精神受到刺激而引起恶梦。

## 詞源
Nightmare一詞源自古英語的 「mare」，指一種神話中的邪靈或哥布林，祂們會用可怕的夢來折磨他人。這個字與現代英語中表示母馬（Mare）的字沒有任何關聯。Nightmare一詞與荷蘭語「nachtmerrie」和德語「Nachtmahr」同源。

## 歷史和民俗
伊朗神話中被稱為「Div或Dev」的巫術邪靈同樣具有讓受害者遭受惡夢的能力。原始日耳曼民間傳說和斯拉夫民間傳說中的Mare被認為會在人們睡覺時騎在他們的胸口上，引起惡夢。

## 原因
部分噩梦是因为本人在现实中遭受精神上的打击，使得心情低落，导致创伤后心理压力紧张综合征后，会在梦中体现。这种噩梦可能会引发一些疾病。
2000年第4期的《科学与无神论》上发表的《人为什么会做恶梦》一文提出，梦魇是人在睡眠时发生一过性脑缺血而引起的。这种说法认为，人在清醒或睡眠状态发生一过性脑缺血时，轻者仅会产生眩晕、心悸、胸部压迫感、眼发黑和各种神经功能轻微障碍的症状，重者则会产生出汗、脸色苍白、瞳孔散大甚至休克。
人在清醒时发生一过性脑缺血引起的恐惧感称为惊恐障碍，人在睡眠时发生一过性脑缺血引起的恐惧感则引起恶梦。其中眩晕感能引起看到某种可怕情景的梦，似乎被人追赶的心悸感、胸部压迫感和各种神经功能障碍则引起被追捕或压住胸部、喊不出又跑不了的梦，俗稱鬼壓床。
恶梦可以有外部环境原因，如睡在一个令人不舒服或在心理上令人尴尬的境地，使人发热、紧张、焦虑。临睡前服用不适当的药物，由于其副作用，将增加人体的饮食代谢和触发大脑活动，是噩梦的潜在因素。反复做恶梦长此以往会引起失眠，因此需要医疗上的帮助。

## 梦中梦
梦魇发生时有可能感觉很清醒，感觉自己眼睛睁开了，但其实并没睁开，身边的物体清晰可见，但这只是幻觉，而且还会根据自己的想法产生种种幻觉，特别是想到自己害怕的人或者事，这时可能就会出现此种幻觉，但此时自己的身体却不受控制也不能动弹，这是让梦魇的人感觉害怕或者恐惧的原因之一。

## 脚注
1. ↑  Liberman, Anatoly. . Oxford: Oxford University Press. 2005: 87  [29 March 2012]. ISBN 978-0-19-538707-0.
2. ↑  . : 428–431. 28 November 2011 [15 December 1995]  [3 July 2021]. （原始内容存档于2025-03-24）.
3. ↑  Bjorvand and Lindeman (2007), pp. 719–720.
4. ↑  Stephen,, Laura. . Psychologytoday.com. 2006. （原始内容存档于2007-08-31）.